# Frisiska Förbundet
Frisiska Förbundet (Fryske Bûn), egentligen Förbundet av delegerade på kristen historisk grundval i provinsen Friesland, värdekonservativt nederländskt parti, bildat av medlemmar av Holländska reformerta kyrkan, den 24 mars 1898 i Leeuwarden. 
I de allmänna valen 1901 och 1905 vann man ett mandat i parlamentet.
1908 gick partiet samman med Kristliga Historiska Partiet och bildade Kristliga Historiska Unionen.